# NGC 7169
NGC 7169 је елиптична галаксија у сазвежђу Ждрал која се налази на NGC листи објеката дубоког неба.
Деклинација објекта је - 47° 41' 51" а ректасцензија 22h 2m 48,7s. Привидна величина (магнитуда) објекта NGC 7169 износи 13,5 а фотографска магнитуда 14,5. NGC 7169 је још познат и под ознакама ESO 237-28, PGC 67913.